# Hubbanahalli, Krishnarajpet
Hubbanahalli là một làng thuộc tehsil Krishnarajpet, huyện Mandya, bang Karnataka, Ấn Độ.